# سن-نیکولا (واله دائوستا)
سن-نیکولا (به ایتالیایی: Saint-Nicolas) یک کومونه در ایتالیا است که در واله دائوستا واقع شده‌است. سن-نیکولا ۱۵ کیلومتر مربع مساحت و ۳۱۳ نفر جمعیت دارد.